# Мелниця (Північна Македонія)
Ме́лниця (мак. Мелница) — село у Північній Македонії, у складі общини Чашка Вардарського регіону.
Населення — 743 особи (перепис 2002) в 159 господарствах.